# Crepidium atrosanguineum
Crepidium atrosanguineum là một loài thực vật có hoa trong họ Lan. Loài này được (Ames) Marg. & Szlach. mô tả khoa học đầu tiên năm 2001.